# Aleiodes schirjajewi
Aleiodes schirjajewi är en stekelart som först beskrevs av Kokujev 1898.  Aleiodes schirjajewi ingår i släktet Aleiodes och familjen bracksteklar. Inga underarter finns listade i Catalogue of Life.